# فانفريد
وانفريد (بالألمانية: Wanfried) هي بلدة، مدينة و بلدة ألمانية تقع في Werra-Meißner-Kreis في ألمانيا. يقدر عدد سكانها بـ 4,366 نسمة .

## المدن التوأمة
مدن Plouescat و Schörfling am Attersee هي مدن توأمة لـوانفريد.

## أعلام
- فريتز والتر